# (3534) Sax
(3534) Sax ist ein Asteroid des Hauptgürtels, der am 15. Dezember 1936 vom belgischen Astronomen Eugène Joseph Delporte an der Königlichen Sternwarte von Belgien in Uccle/Ukkel (IAU-Code 012) entdeckt wurde.
Benannt ist der Asteroid nach dem belgischen Erfinder und Instrumentenbauer Antoine Joseph Adolphe Sax (1814–1894), dem Erfinder des Saxophons.